# داگلاس هیگ، ارل اول هیگ
فیلد مارشال سِر داگلاس هیگ، ارل اول هیگ (به انگلیسی: Douglas Haig, 1st Earl Haig) (۱۹ ژوئن ۱۸۶۱–۲۹ ژانویه ۱۹۲۸)، یک افسر ارشد ارتش بریتانیا بود. در دوران جنگ جهانی اول او فرماندهی نیروهای اعزامی انگلیس به فرانسه را از سال ۱۹۱۵ تا پایان جنگ بر عهده داشت.
حرفه نظامی او از خدمت در دفتر جنگ آغاز می‌شود، جایی که او در ایجاد نیروی سرزمینی در سال ۱۹۰۸ نقش اساسی داشت. در ژانویه ۱۹۱۷ او به درجه فیلد مارشال ارتقا یافت و متعاقباً رهبری BEF (نیروهای اعزامی بریتانیا در جنگ جهانی اول) را در جریان آفند صدروزه برعهده داشت. این تهاجم در ترکیب با شورش کیل، شورش ویلهلم‌شاون، اعلام جمهوری در ۹ نوامبر ۱۹۱۸ و ناآرامی‌های داخلی در سراسر آلمان، منجر به آتش‌بس در ۱۱ نوامبر ۱۹۱۸ شد. برخی از مورخان این پیروزی را یکی از بزرگ‌ترین پیروزی‌هایی می‌دانند که تاکنون توسط ارتش تحت رهبری بریتانیا به دست آمده است. او در سال‌های پس از جنگ، شهرت خوبی به دست آورد، خصوصاً به علت اعلام تشییع جنازه‌اش به عنوان روز عزای ملی. با این حال، او همچنین دارای برخی مخالفان برجسته معاصر بود و با شروع دهه ۱۹۶۰، به‌طور گسترده به دلیل رهبری خود در زمان جنگ مورد انتقاد قرار گرفت. او به خاطر دو میلیون تلفات انگلیسی تحت فرمانش به «هیگ قصاب» یا «قصاب سُم» ملقب شد. در موزه جنگ کانادا گفته شده: «حملات حماسی اما پرهزینه او در سم (۱۹۱۶) و پسندال (۱۹۱۷) تقریباً با قتل‌عام و بیهودگی نبردهای جنگ جهانی اول مترادف شده است.» بسیاری از مورخان از دهه ۱۹۸۰ به بعد استدلال کرده‌اند که نفرت عمومی از هیگ در پذیرش تاکتیک‌ها و فناوری‌های جدید او توسط نیروهای تحت فرمانش در ۱۹۱۸ تأثیری نداشته و اینکه تلفات زیاد نتیجه واقعیت‌های تاکتیکی و استراتژیک آن زمان بوده است.

## اوایل زندگی

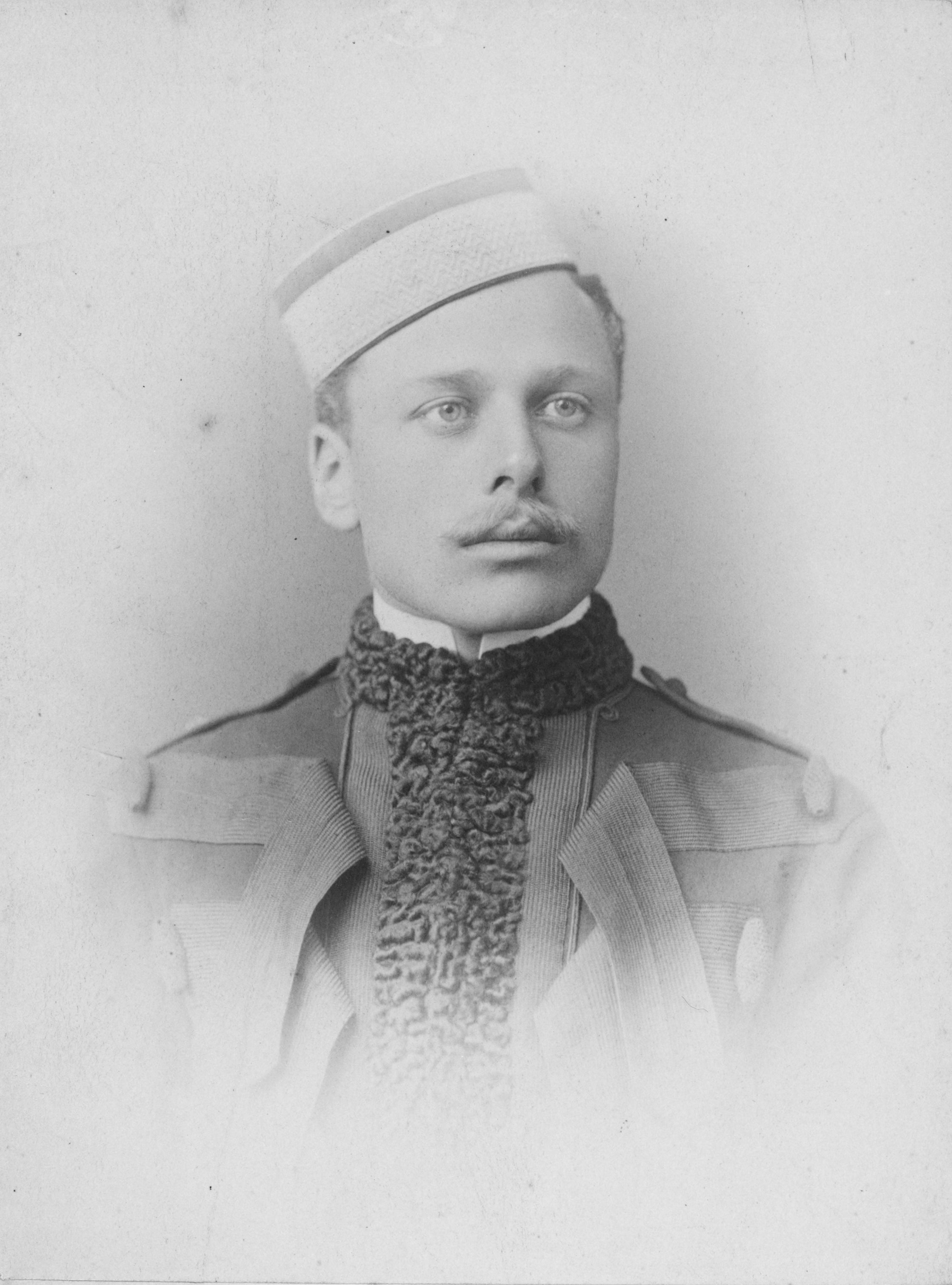
هیگ در ۲۵ سالگی در سال ۱۸۸۵، با یونیفرم هوسار خود

هیگ در خانه‌ای در میدان شارلوتِ شهر ادینبورگ به دنیا آمد. پدرش جان ریچارد هیگ، رئیس کارخانه موفق ویسکی‌سازی هیگ اَند هیگ بود. او در سال درآمدی معادل ۱۰۰۰۰ پوند (۱۱۶۰۰۰۰ پوند در سال ۲۰۱۸) داشت که در آن زمان مبلغ بسیار زیادی بود. مادرش راشل ویچ، دختر هیو ویچ از استوارتفیلد، از یک خانواده نجیب‌زاده فقیر بود. خانه آنها (هیگ هاوس) در روستای ویندی گیتز، شهرستان فایف بود. تحصیلات هیگ در سال ۱۸۶۹ در مدرسه شبانه‌روزی مستر بیتسون در سنت اندروز آغاز شد. در اواخر ۱۸۶۹، او به کالج ادینبورگ و سپس در سال ۱۸۷۱ به اورول هاوس که یک دبیرستان پیش‌دانشگاهی در واریک‌شر بود، رفت. او سپس به کالج کلیفتون رفت. پدر و مادر هیگ هر دو در سن هجده سالگی او درگذشتند. هیگ پس از یک سفر به ایالات متحده با برادرش به تحصیل اقتصاد سیاسی، تاریخ باستان و ادبیات فرانسه در کالج بریزنوز، آکسفورد مابین سال‌های ۱۸۸۰–۱۸۸۳ پرداخت. او در این مدت بیشتر وقت خود را به فعالیت‌های اجتماعی و ورزش سوارکاری - او عضو باشگاه بولینگدون بود - اختصاص داد. او یکی از بهترین سوارکاران جوان در آکسفورد و عضو تیم چوگان دانشگاه بود. در دوران لیسانس، فعالیت خود به عنوان یک فراماسون را در لژ الگین در لون، فایف آغاز کرد و درجات اول و دوم فراماسونری را گرفت. در سال ۱۹۲۰ ارلِ اگلینتون هیگ را تشویق کرد تا پیشرفت ماسونی خود را تکمیل کند. به همین علت او به لژ خود بازگشت تا درجه سوم فراماسونی را دریافت کند. سپس او به عنوان استاد پرستش لژ از سال ۱۹۲۵ تا ۱۹۲۶ خدمت کرد. او افسر لژ بزرگ اسکاتلند شد.
اگرچه او امتحان نهایی خود را در آکسفورد قبول شد، اما واجد شرایط دریافت مدرک نبود؛ زیرا یک ترم دانشگاه را به دلیل بیماری غیبت کرده بود، و اگر مدت بیشتری می‌ماند، برای شروع آموزش افسری در کالج نظامی سلطنتی در سندهرست، که در ژانویه ۱۸۸۴ وارد آن شد، بالاتر از سقف سنی (۲۳ سال) بود. از آنجایی که هیگ به دانشگاه رفته بود، سن او به‌طور قابل توجهی از بسیاری از اعضای کلاس خود در سندهرست بیشتر بود. در آن زمان او یک افسر ارشد بود که شمشیر آنسون دریافت کرد. او در ۷ فوریه ۱۸۸۵ به عنوان ستوان در هفتمین هنگ هوسارهای ملکه مأمور شد.

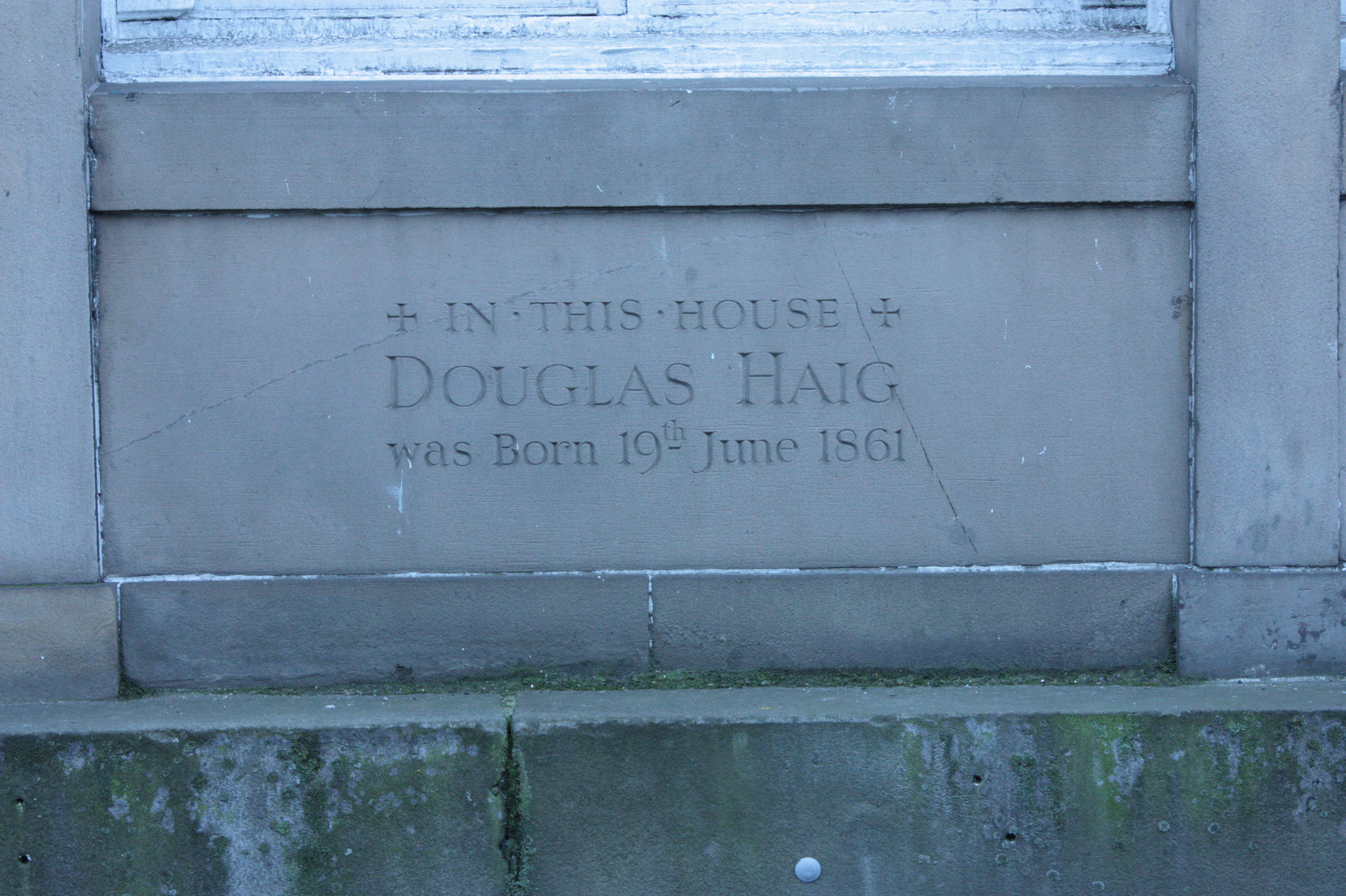
لوحی که محل زادگاه هیگ در میدان شارلوتِ شهر ادینبورگ را مشخص می‌کند.

## شغل

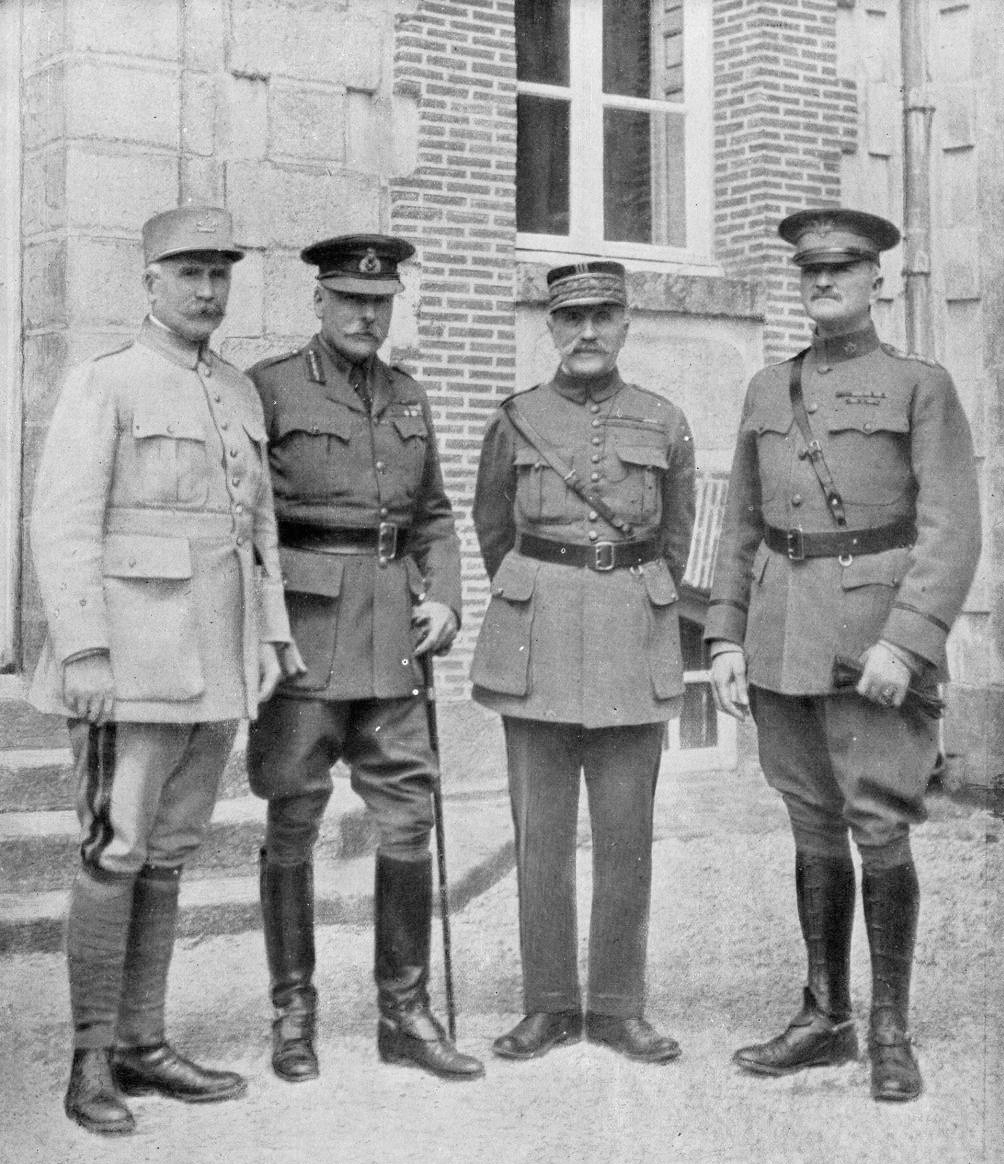
مارشال فوچ ، ژنرال پرشینگ ، مارشال پتن و مارشال هیگ (۱۹۱۸)

### اوایل دوران نظامی
هیگ در اوایل دوران نظامی خود، در تور ایالات متحده (اوت ۱۸۸۶) برای انگلستان چوگان بازی می‌کرد. او در تمام عمر خود یک چوگان باز و مشتاق این ورزش باقی ماند و از سال ۱۹۱۴ تا ۱۹۲۲ به عنوان رئیس کمیته چوگان هورلینگهام، رئیس کمیته چوگان ارتش و بنیان‌گذار انجمن چوگان هند خدمت کرد. هیگ خدمت خارج از کشور را در هند دید که او را در نوامبر ۱۸۸۶ به آنجا فرستادند، جایی که در سال ۱۸۸۸ به عنوان آجودان هنگ منصوب شد. او منظم و فرمانبردار بود، اما مافوق‌های خود را با مهارت اداری و تجزیه و تحلیل تمرینات آموزشی تحت تأثیر قرار می‌داد. او در ۲۳ ژانویه ۱۸۹۱ درجه سروانی دریافت کرد. هیگ در نوامبر ۱۸۸۲ هند را ترک کرد تا برای امتحان ورودی کالج کارکنان کامبرلی، که در ژوئن ۱۸۹۳ در آن شرکت کرد، آماده شود. اگرچه او بر اساس امتحان در ۲۸ رتبه اول قرار گرفت، اما به او در دانشگاه جایی اهدا نشد و مقام رسمی‌ای کسب نکرد زیرا مقاله ریاضیاتش قبول نشد. او این شکست را تا آخر عمر پنهان کرد و در سال ۱۹۱۰ توصیه کرد مقاله ریاضیات را (که برای ورود به دانشگاه الزامی بود) کنار بگذارند. ژنرال آجودان سِر ردورز بولر از دادن یکی از چهار مقام نامزد شده به هیگ به دلیل کوررنگی او خودداری کرد، علیرغم اینکه هیگ بینایی خود را توسط یک چشم‌شناس آلمانی مجدداً بررسی کرد. احتمالاً بولر به دنبال بهانه ای برای رد کردن هیگ و واگذاری این مقام به یک افسر پیاده‌نظام بوده است. هیگ برای مدت کوتاهی به عنوان فرمانده دوم اسکادران که خود در سال ۱۸۹۲ فرماندهی آن را برعهده داشت، به هند بازگشت. سپس به عنوان دستیار سر کیث فریزر، بازرس کل سواره نظام، به بریتانیا بازگشت.

## جنگ جهانی اول

### آغاز و گسترش جنگ

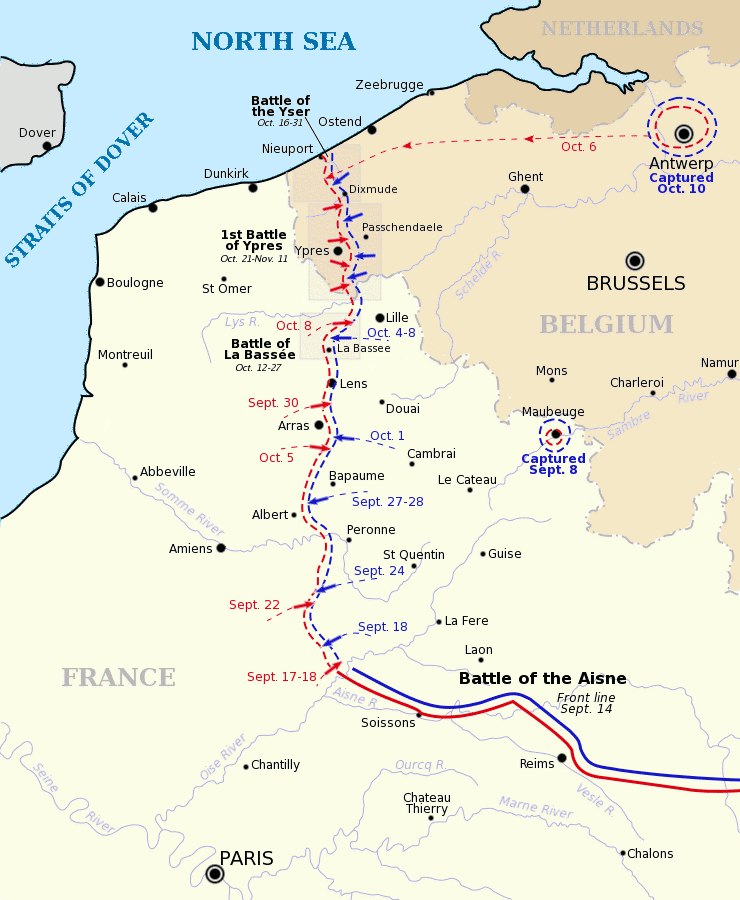
نقشه جبهه غربی، ۱۹۱۴

در جریان شورش کوراف (مارس ۱۹۱۴) هیگ از رئیس ستاد خود جان گوف خواست به برادرش هوبرت گوف که تهدید کرده بود استعفا خواهد داد تا اولسترها را مجبور به پذیرش ایرلند نیمه مستقل کند، بگوید که احتیاط کند. هیگ تأکید کرد که وظیفه ارتش حفظ صلح است.

## یادداشت
1. ↑  British expeditionary force
2. ↑  Haig & Haig
3. ↑  که الان به بیمارستان کامرون بدل شده